# 28 до н. е.

## Події
- Консульство Октавіана (5-е) і Агріппи (2-е). Вони ж призначені цензорами.
- Скорочення чисельності сенаторів до 600 осіб.
- 9 жовтня у Римі освячено храм Аполлона[1]. Заснування Бібліотеки храму Аполлона Палатинського[2].
- Пацифікація Аквітанії[3]
- Населення Римської імперії становить 4 063 000 осіб[4].

Азія
- Маґадга (де правила династія Шунга) завойована Андхра.
- Перший запис про спостереження китайськими астрономами сонячних плям.